# 許貴
許貴，字用和，江都人，永新伯許成之子。

## 生平
許貴襲職為羽林左衛指揮使。因安鄉伯張安舉薦其有將才，試騎射及策皆第一，后擢署都指揮同知。又因武進伯朱冕舉薦，升山西行都司，督操大同諸衛兵馬。正統十四年，鎮守大同西路，也先進犯時，跟從石亨在陽和後口大戰，敗績，許貴力戰得還。土木之變后，明英宗被俘，邊疆城池接連被攻破，大同首當其衝，許貴以忠義激戰士，并屢次擊退進犯，后晉升爲都指揮使。景泰元年，擔任充右參將，在威遠等地獲勝，遷都督同知。當時分守太監韋力淫虐，眾莫敢言，許貴彈劾并奏報。景泰三年，因病還京師。明英宗復辟后，命其負責左軍都督府，后調任南京。天順五年，邊疆告急，朝廷商議在松潘設立副總兵，以貴鎮守。為抵達時候恰逢山都地區民變，詔令一併平定。后其連破四十余寨，獲勝，但因此得病，未抵達松潘而去世。明英宗得知后，輟朝一日，賜賻及祭葬。

## 家庭
有一子許寧。